# Garuda Indonesia

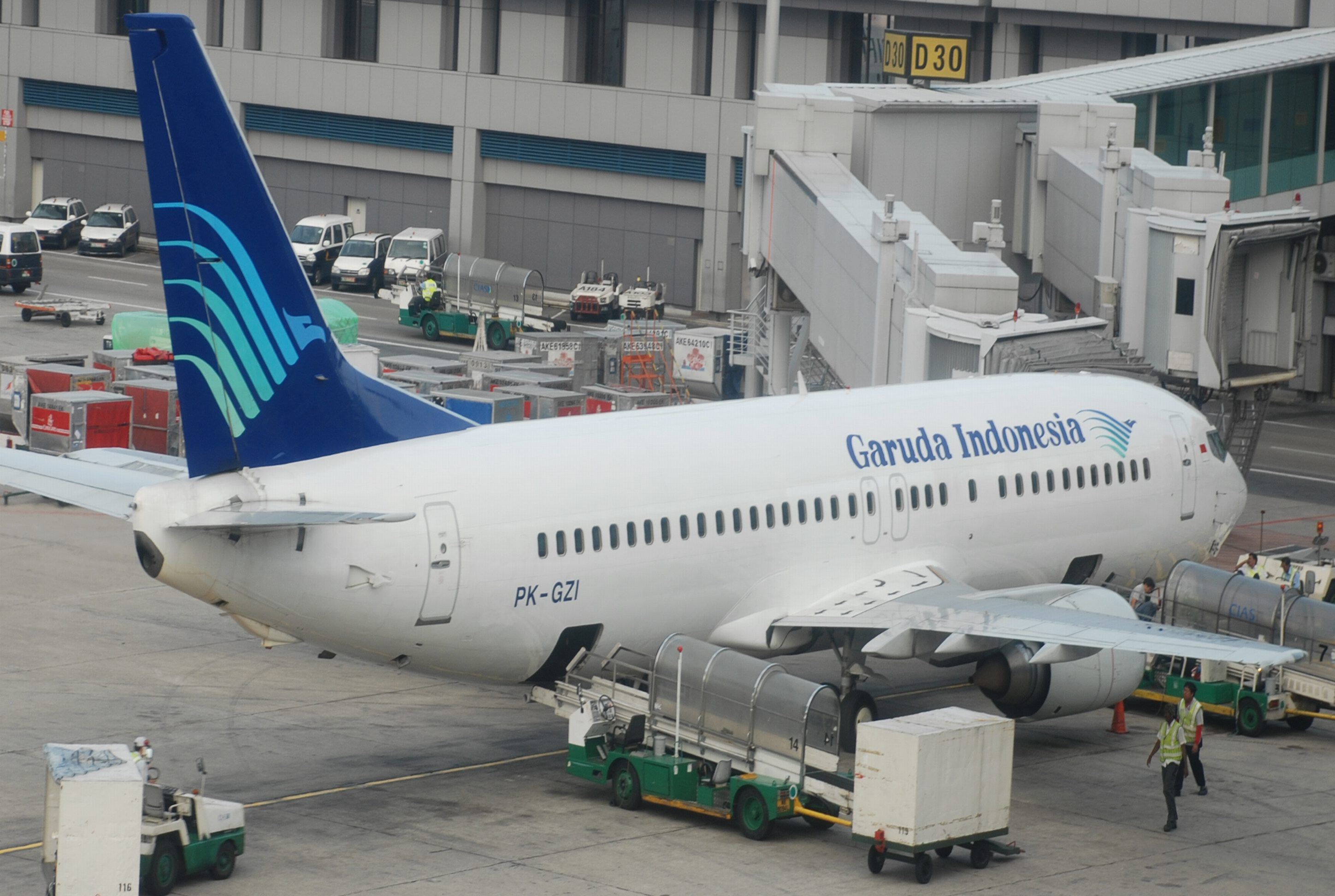
Een Boeing 737-400 in het oude kleurenschema

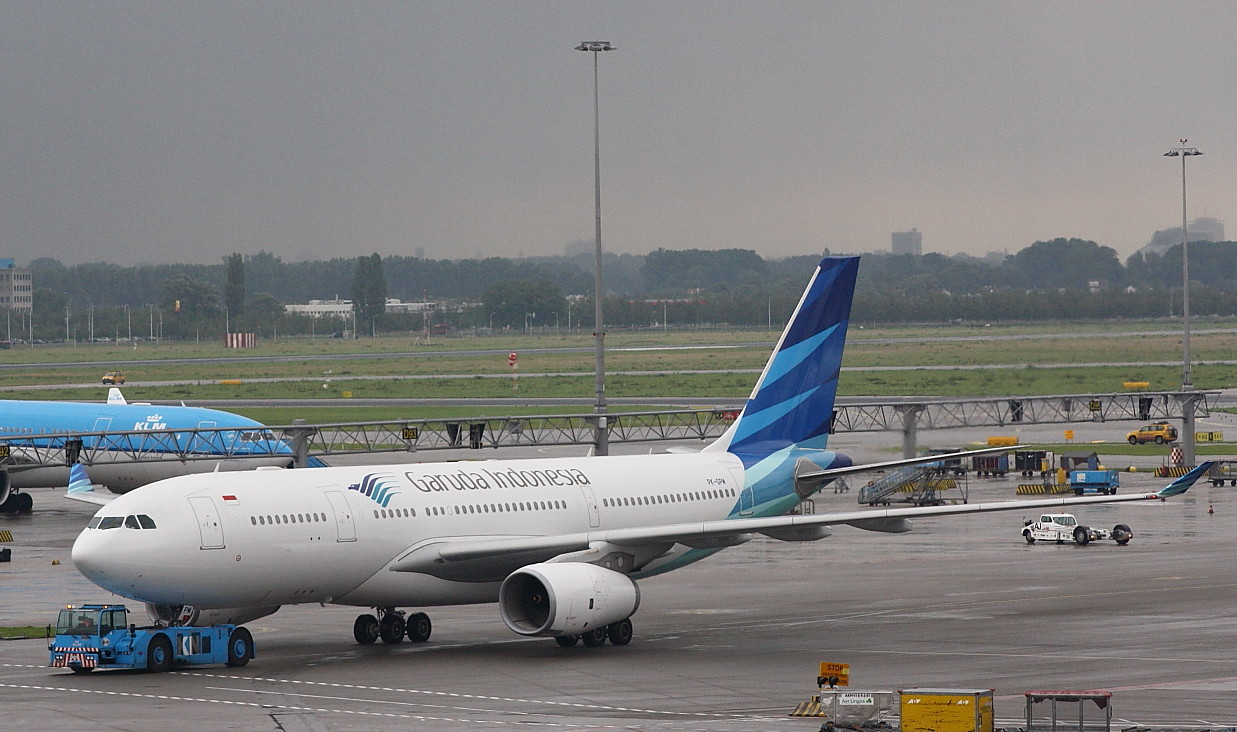
Airbus A330-200 in het nieuwe kleurenschema

Garuda Indonesia is de nationale luchtvaartmaatschappij van Indonesië. Thuishaven is de luchthaven Soekarno-Hatta International Airport in Tangerang Jakarta.
In 2007 werd deze maatschappij samen met alle andere luchtvaartmaatschappijen uit Indonesië op de Europese zwarte lijst gezet, waardoor het voor Garuda Indonesia niet mogelijk was om naar Europa te vliegen. Sinds 2009 (twee jaar later) is Garuda Indonesia weer uit deze lijst gehaald. Garuda behoort in de lijst van 5 sterren luchtvaartmaatschappij van Skytrax.

## Geschiedenis

### Begin en voorgangers
De geschiedenis van Garuda Indonesia is nauw verweven met die van de Republiek Indonesië. In het voormalige Nederlands-Indië werden vanaf de jaren twintig luchtverbindingen onderhouden door de KNILM, deze verbindingen kwamen te vervallen na de Japanse bezetting. Na de Japanse capitulatie werd het luchtverkeer in eerste instantie uitgevoerd door een militaire organisatie, de Netherlands Indies Governement Air Transport (NIGAT). Tegelijkertijd brak de Indonesische onafhankelijkheidsstrijd uit, gekenmerkt door het uitroepen van de Republik Indonesia in 1945. De staatsorganisatie van deze voorloper van de moderne Indonesische staat was vooralsnog niet uitgerust met veel middelen, maar had wel al een basale luchtmacht, de Tentara Nasional Indonesia-Angkatan Udara (TNI-AU), maar nog geen civiel luchtbedrijf. De koloniale overheid probeerde in de tussentijd weer een civiel luchtbedrijf op gang te krijgen; eerst met een papieren heroprichting van de KNILM, maar vanaf 1 augustus 1947 werd al het civiele luchtverkeer in de Indonesische archipel ondergebracht in een dochteronderneming van de KLM, het KLM Interinsulair Bedrijf. De onafhankelijkheidsstrijd woedde ondertussen door, en de Republikeinse regering kocht met in 1948 op Atjeh verkregen giften, (120.000 Maleise dollar en 20 kg goud) een Douglas DC-3 en gebruikte deze voor civiele doeleinden. Het toestel werd geregistreerd onder de naam Dakota RI-001 Seulawah, vernoemd naar een berg in Atjeh. Na Operatie Kraai werd dit toestel ingezet als deel van een nieuwe nationale luchtvaartmaatschappij: Indonesian Airways.
Aan het einde van 1949 werd een triomfvlucht uitgevoerd van Jogjakarta naar Jakarta met aan boord de eerste president van de nieuwe republiek: Soekarno. Die gebeurtenis wordt officieel aangehouden als de oprichtingsdatum van de luchtvaartmaatschappij Garuda Indonesia, die haar eerste vlucht onder die naam uitvoerde op 1 maart 1950.
De vloot van Garuda Indonesia groeide uit tot 53 vliegtuigen in 1959 en bestond uit 20 DC-3/C-47's, 8 Convair CV-240, evenveel van het type CV-340, drie CV-440's en 14 De Havilland Herons.

### Naam
Garuda is de naam van een mythische vogel die ook te zien is op het wapen van Indonesië.

### Straalverkeersvliegtuigen
Met deze vliegtuigen groeide het aantal bestemmingen in binnen- en buitenland. De binnenlandse markt omvatte de hele archipel behalve West-Irian dat tot 1962 als Nederlands Nieuw-Guinea deel van het Koninkrijk der Nederlanden uitmaakte. Vooralsnog had men in het buitenland alleen bestemmingen in Singapore, de Filipijnen en Thailand. Om technische redenen werden alle De Havilland Heron vliegtuigen verwijderd uit de vloot. Tussen 1960 en 1965 werden er voor het eerst straalverkeersvliegtuigen aan de vloot toegevoegd (drie Convair CV-990A's, drie Lockheed L-188c Electra's en één Douglas DC-8-55.

### De uitbreiding van bestemmingen
In 1965 breidde Garuda Indonesia haar bestemmingen in het buitenland uit naar bestemmingen in Europa en Japan. Door de voortgaande ontwikkelingen in de luchtvaartindustrie verving Garuda Indonesia vijf jaar later de hele vloot door uitsluitend straalverkeersvliegtuigen. Ze bestond toen uit de types Douglas DC-10, Airbus A300 en Boeing 747-200.

### Wide-body vliegtuigen
Voor het eerst had Garuda een vliegtuig (A300) met een tweepersoonscockpit, ook wel A300 FFCC (Forward Facing Cockpit Crew) genoemd. Met deze nieuwe wide-body vliegtuigen kon men naar meer bestemmingen vliegen in Europa, Amerika, Australië en Azië. In 1990 bestond de vloot van Garuda Indonesia uit toestellen van Airbus, Boeing, Douglas en Fokker.

### De strijd met de low-cost carriers
In 1978 ging Merpati Nusantara een alliantie aan met Garuda Indonesia. Merpati Nusantara richtte zich enkel op de binnenlandse markt. In 1997 stapte Merpati Nusantara weer uit deze alliantie. In 1999 werd door Garuda Indonesia een low-cost carrier opgericht genaamd Citilink die de strijd aan moest gaan met een groeiend aanbod aan concurrerende low-cost carriers (Mandala Airlines, Lion Air, Bouraq Air etc.) op de binnenlandse markt.
Door de groeiende concurrentie en eisen van passagiers werden er nieuwe vliegtuigen van Europese en Amerikaanse makelij aan de vloot toegevoegd.

### Europa route
In maart 2007 maakte de Europese Unie (EU) bekend dat alle Indonesische luchtvaartmaatschappijen op de zwarte lijst zouden worden geplaatst, vanwege het niet voldoen aan de veiligheidsvereisten, en konden zodoende niet meer op landen in de EU vliegen.
Garuda maakte in november 2007 bekend vluchten naar Amsterdam te willen hervatten vanaf eind 2008. Dit was echter niet mogelijk, aangezien het nog op de zwarte lijst stond. Op 15 juli 2009 werd bekendgemaakt dat Garuda van de zwarte lijst zou worden gehaald.
Op 2 juni 2010 landde na vijf jaar weer een vliegtuig van Garuda in Europa, de Airbus A330-200 deed Schiphol aan. Garuda verwacht het aantal vluchten naar Europa in de nabije toekomst uit te breiden. Met ingang van 30 mei 2014 is de Airbus A330 vervangen door een Boeing 777-300ER die vanaf 8 september 2014 doorvliegt naar London Gatwick.

## Vloot
De vloot bestond in juli 2016 uit de volgende toestellen:
| Vliegtuig                  | In Gebruik | Orders | Passagiers | Passagiers | Passagiers | Passagiers | Opmerkingen |
| Vliegtuig                  | In Gebruik | Orders | F          | C          | Y          | Totaal     | Opmerkingen |
| -------------------------- | ---------- | ------ | ---------- | ---------- | ---------- | ---------- | --- |
| ATR 72-600                 | 14         | 0      | —          | —          | 70         | 70         | Opereert als Garuda Indonesia dochtermaatschappij "Explore" |
| Airbus A330-200            | 7          | 0      | —          | 36         | 186        | 222        | 5 vliegtuigen uitgerust met Thales AVOD 6 vliegtuigen uitgerust met Panasonic AVOD |
| Airbus A330-300            | 16         | 1      | —          | 36         | 215        | 251        | Flat stoelen in Executive Class |
| Airbus A330-300            | 16         | 1      | —          | 42         | 215        | 257        | PK-GPF in SkyTeam Kleuren |
| Boeing 737-800             | 75         |        | —          | 12         | 144        | 156        | 12 vliegtuigen hebben geen AVOD maar schermen aan het plafond 1 in SkyTeam Kleuren 2 in Retro Kleuren                                                                                                |
| Boeing 737-800             | 75         | 148    | —          | 12         | 160        |            | 12 vliegtuigen hebben geen AVOD maar schermen aan het plafond 1 in SkyTeam Kleuren 2 in Retro Kleuren                                                                                                |
| Boeing 737-800             | 75         | 150    | —          | 12         | 162        |            | 12 vliegtuigen hebben geen AVOD maar schermen aan het plafond 1 in SkyTeam Kleuren 2 in Retro Kleuren                                                                                                |
| Boeing 737-MAX 8           | 1          | 49     | —          | NNB        | NNB        | NNB        | Vervangen de 737-800. Eerste levering 2017. Op 22 maart 2019 heeft men aangeven een bestelling van 49 Boeing 737 MAX-toestellen te willen annuleren i.v.m. twee recente vliegrampen met dit toestel. |
| Boeing 777-300ER           | 10         | 0      | 8          | 38         | 268        | 314        | Wordt gebruikt op lange vluchten |
| Bombardier CRJ1000 NextGen | 18         | 0      | —          | 12         | 84         | 96         | PK-GRA in SkyTeam Kleuren |
| Totaal                     | 140        | 51     |            |            |            |            | |

### Voormalige vliegtuigen
| Vliegtuig                    | In vloot | Uitgefaseerd | Opmerkingen                                                               |
| ---------------------------- | -------- | ------------ | ------------------------------------------------------------------------- |
| Airbus A300B4-200FF          | 1982     | 2002         | Launch customer. Eentje Gecrasht                                          |
| Airbus A300-600R             | 1990     | 2001         |                                                                           |
| Boeing 737-300               | 1989     | 2015         | Vervangen door de Boeing 737-800 en Bombardier CRJ700 Next Generation     |
| Boeing 737-400               | 1992     | 2012         | Vervangen door de Boeing 737-800 Een gecrasht                             |
| Boeing 737-500               | 1992     | 2015         | Vervangen door Boeing 737-800                                             |
| Boeing 747-200               | 1980     | 2002         | Vervangen door Boeing 747-400.                                            |
| Boeing 747-400               | 1991     | 2015         | Vervangen door Boeing 777-300ER                                           |
| Consolidated PBY-5A Catalina | 1950     | 1953         |                                                                           |
| Convair 240                  | 1950     | 1965         |                                                                           |
| Convair 340                  | 1952     | 1968         | De eerste Hajj vlucht werd uitgevoerd met dit vliegtuig                   |
| Convair 440                  | 1956     | 1970         |                                                                           |
| Convair 990                  | 1962     | 1975         | Eerste Straalvliegtuig in vloot. Een gecrasht in Mumbai                   |
| de Havilland Heron           | 1952     | 1956         | Launch customer.                                                          |
| Douglas DC-3                 | 1949     | 1970         | Eerste vliegtuig in vloot                                                 |
| Douglas DC-8-50              | 1966     | 1980         |                                                                           |
| Fokker F27-200               | 1967     | 1975         | Eentje gecrasht                                                           |
| Fokker F28 Mk-1000           | 1969     | 1983         | Vervangen door Fokker F28 Mk-3000. 3 toestellen gecrasht tussen 1975-1982 |
| Fokker F28 Mk-3000           | 1973     | 1998         | Launch customer.                                                          |
| Fokker F28 Mk-4000           | 1978     | 2001         |                                                                           |
| Lockheed L-188 Electra       | 1960     | 1977         | Eentje gecrasht                                                           |
| McDonnell Douglas DC-9-30    | 1970     | 1993         | Vervangen door Boeing 737s.                                               |
| McDonell Douglas DC-10-30    | 1973     | 2004         | Eentje gecrasht                                                           |
| McDonnell Douglas MD-11      | 1990     | 1998         |                                                                           |

## Afbeeldingen

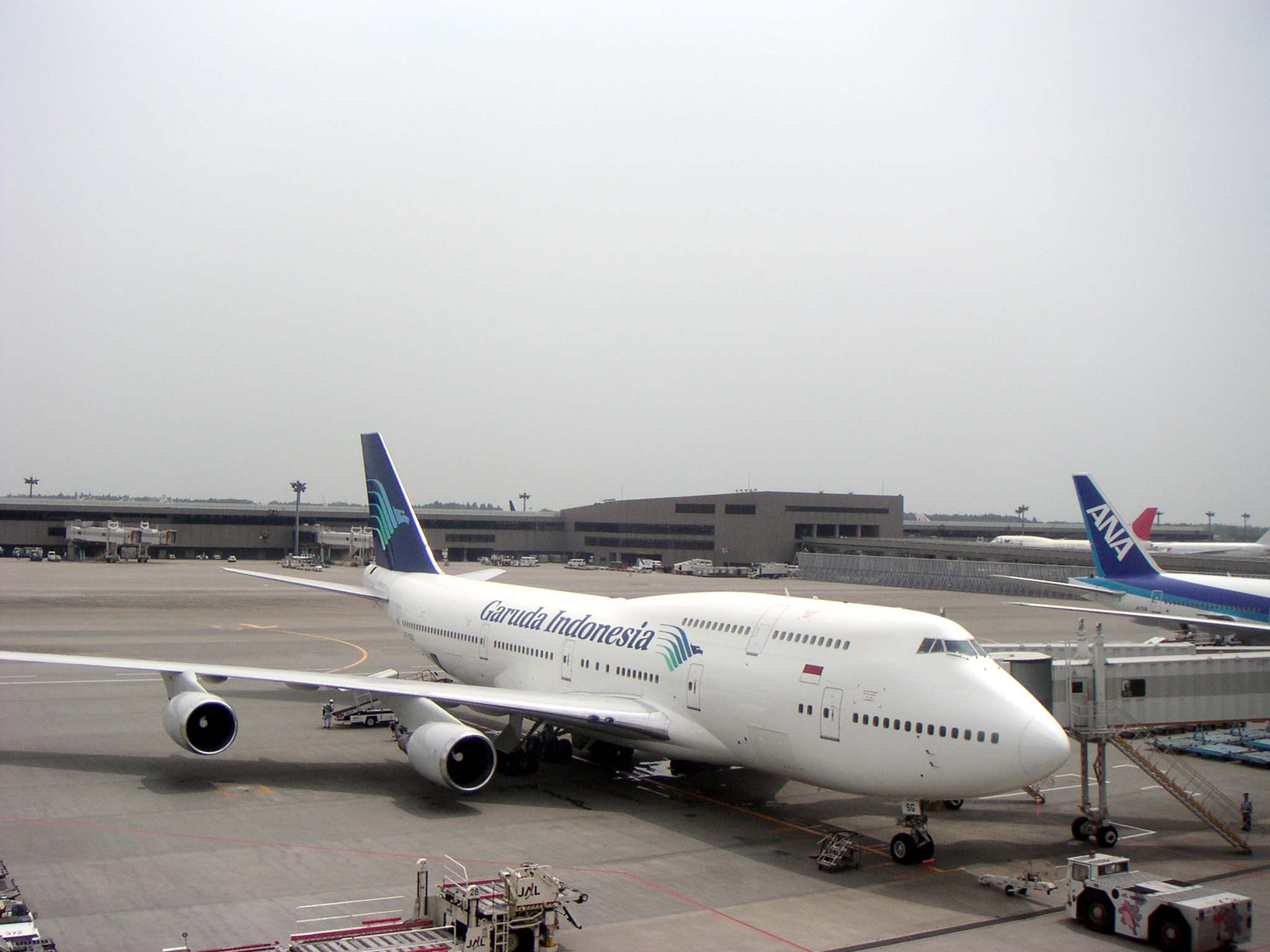
Een 747-400 van Garuda op luchthaven Narita
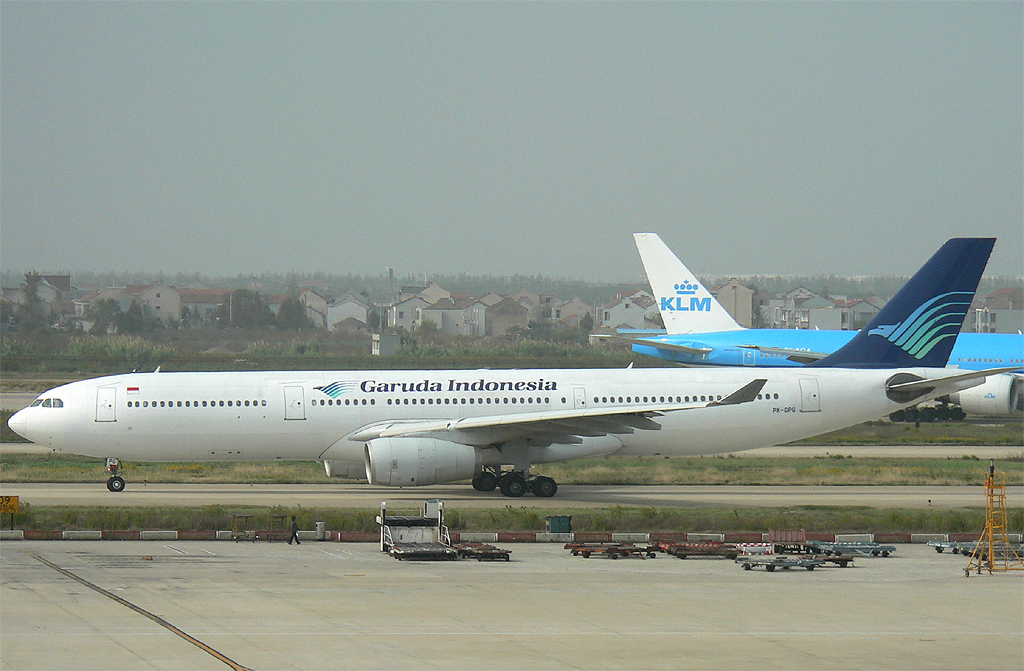
Een Airbus A330-300 van Garuda op luchthaven Sjanghai Pudong
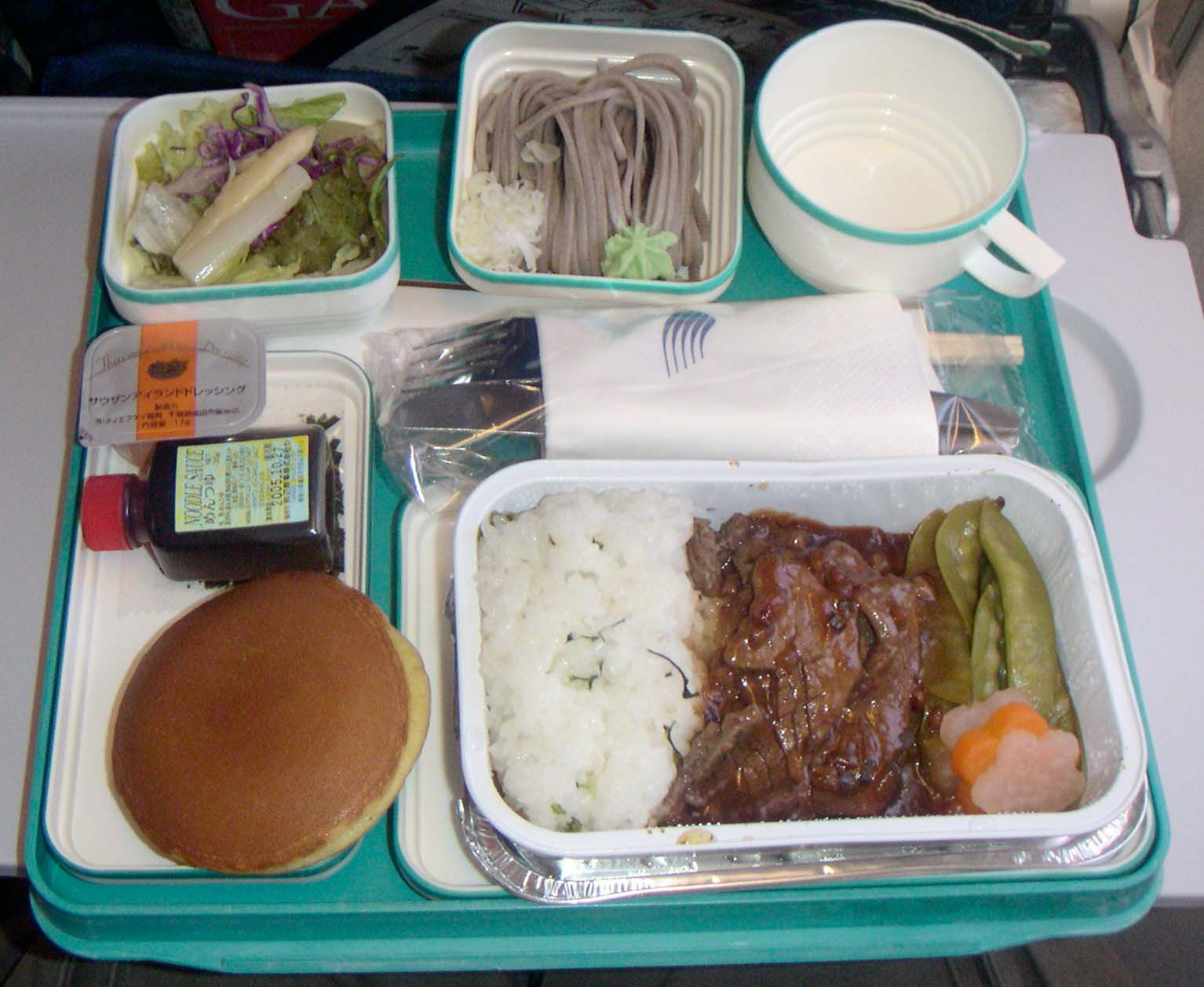
Een maaltijd van Garuda (2005)